# Keukenhof

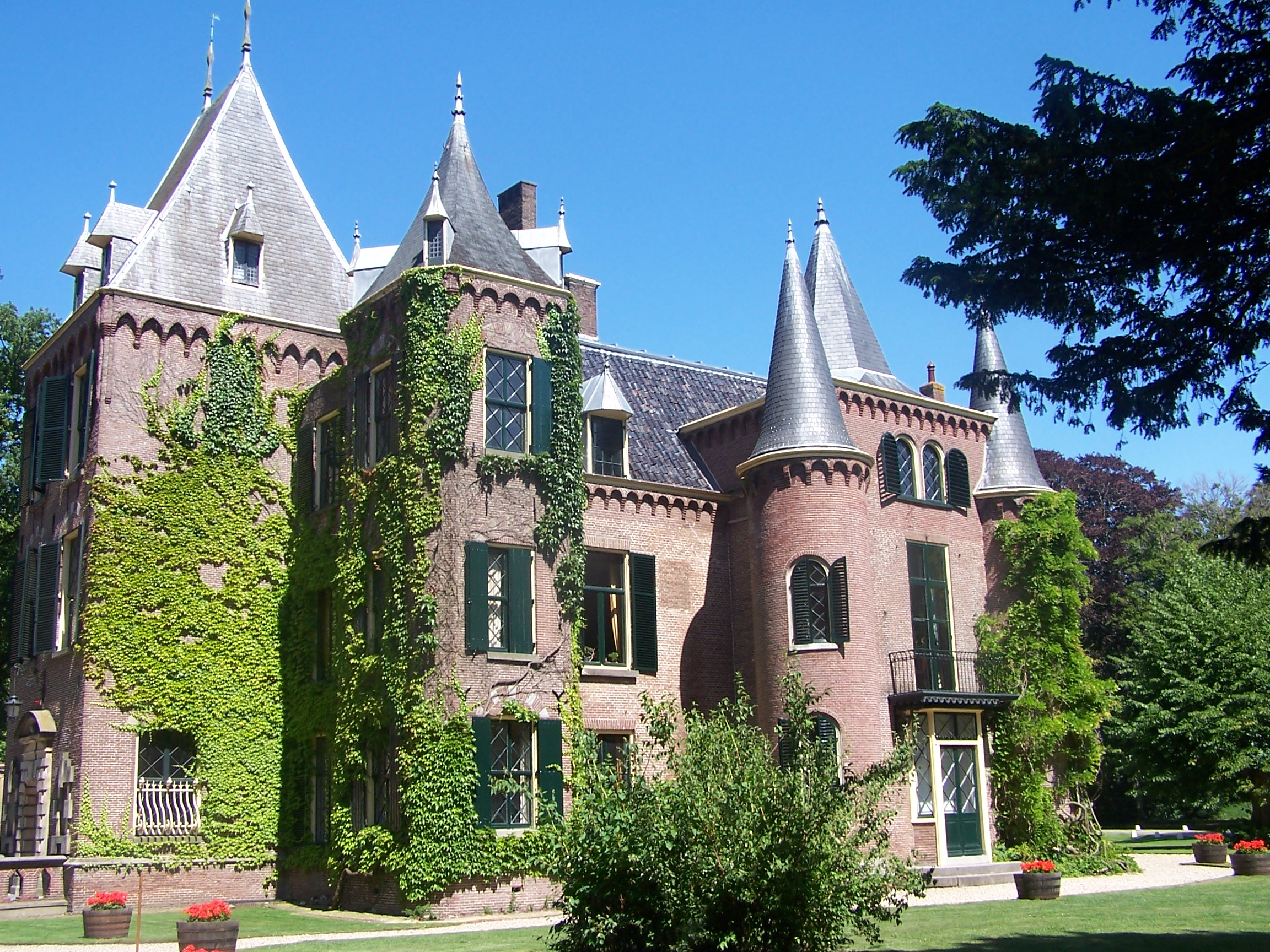
Keukenhofi kastély

A Keukenhof (fordításban konyhakert) a világ legnagyobb virágoskertje. A hollandiai Lisse városka mellett található, Amszterdamtól délnyugatra, Haarlemtől délre. Méretei miatt gyakran Európa kertjének is nevezik. A hivatalos adatok szerint kb. 7 millió virághagymát ültetnek el évente a 32 hektáros parkban. A park minden évben március utolsó hetétől, május közepéig látogatható. A leglátványosabb a tulipánok virágzása idején, április közepén.
A parkot egy 15. századi vadászterületen alakították ki. A keukenhofi kastély grófjai itt termesztették konyhájuk számára a különböző
zöldségeket és fűszereket. A kert többször is gazdát cserélt. A 19. században Van Pallandt báró és báróné Jan David Zocher kertépítészt és fiát Louis Paul Zochert bízták meg a kastély körüli kertek rendezésével.
A Keukenhof kerteket 1949-ben hívta életre a város akkori polgármestere, azzal a céllal, hogy a hollandiai és európai virágtermelők bemutathassák termékeiket illetve a holland export megsegítése céljából.

## Külső hivatkozások
- Keukenhof - A park hivatalos honlapja
- Keukenhof Gardens képek
- Keukenhof Gardens képek